# Down on the Farm (1941)
Down on the Farm ist ein US-amerikanischer, teilweise animierter Kurzfilm von Tex Avery und Lou Lilly aus dem Jahr 1941.

## Handlung
Die Tiere einer Farm werden gezeigt, darunter Pferde, Hühner, Enten, Schweine und Kühe. Alle Tiere sprechen, so bestellt sich ein Papagei ein Bier, ein Pferd beschwert sich über die schwere Reiterin, die kürzlich auf ihm saß, ein Esel beschimpft das Publikum, das sich diesen Film ansieht, und eine Schleiereule singt ein Lied von Bing Crosby.

## Produktion
Down the Farm entstand als Teil der Kurzfilmreihe Speaking of Animals. Dabei wurden Aufnahmen von Tieren per Rotoskopie mit separat gefilmten Mündern versehen und so zum „Sprechen“ gebracht.
Der Film wurde am 18. August 1941 veröffentlicht. Weitere Teile der Speaking-of-Animals-Reihe, die bis 1949 lief, waren zum Beispiel In a Pet Shop, In the Zoo sowie die mit einem Oscar ausgezeichneten Kurzfilm Speaking of Animals and Their Families und Who’s Who in Animal Land.

## Auszeichnungen
Down on the Farm wurde 1942 für einen Oscar in der Kategorie „Bester Kurzfilm (Eine Filmrolle)“ nominiert, konnte sich jedoch nicht gegen Of Pups and Puzzles durchsetzen.